# Jaroslaw Michailowitsch Blanter

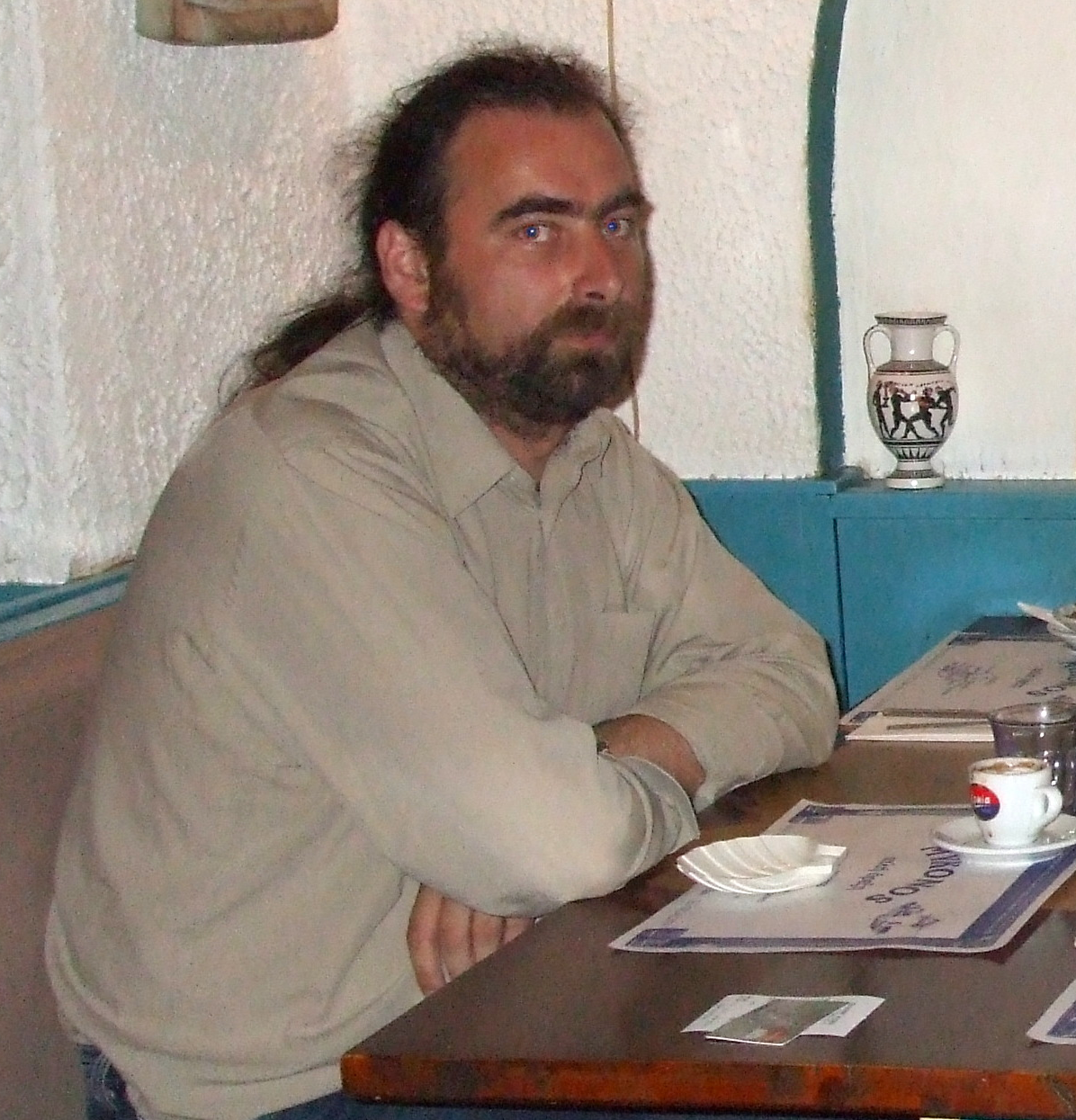
Jaroslaw Michailowitsch Blanter

Jaroslaw Michailowitsch Blanter (russisch Ярослав Михайлович Блантер, wiss. Transliteration Jaroslav Michajlovič Blanter; * 19. November 1967 in Moskau) ist ein russischer Physiker. Er ist Spezialist für Metall- und Kondensationsphysik an der Technischen Universität Delft (Niederlande).

## Biographie
1984 absolvierte er die Moskauer Physik- und Mathematik-Sekundarschule.
1990 schloss er sein Studium an der Fakultät für Physik und Chemie des Moskauer Instituts für Stahl und Legierungen mit einem Abschluss in Metallphysik ab. Von 1990 bis 1992 studierte er dort in der Graduiertenschule, 1992 verteidigte er seine Dissertation zum Thema „Die Manifestation von Quanteneffekten in den kinetischen Eigenschaften elektronischer Systeme in der Nähe des topologischen Übergangs“.
Von 1990 bis 1994 lehrte er statistische Physik, Theorie der normalen und supraleitenden Metalle, klassische und Quantenmechanik am MISIS. Von 1989 bis 1993 unterrichtete er auch Mathematik an der Schule Nr. 43 (heute Gymnasium Nr. 1543).
Seit November 2012 ist er Antoni-van-Leeuwenhoek-Professor an der Technischen Universität Delft.